# Caroline du Bled & scorbüt

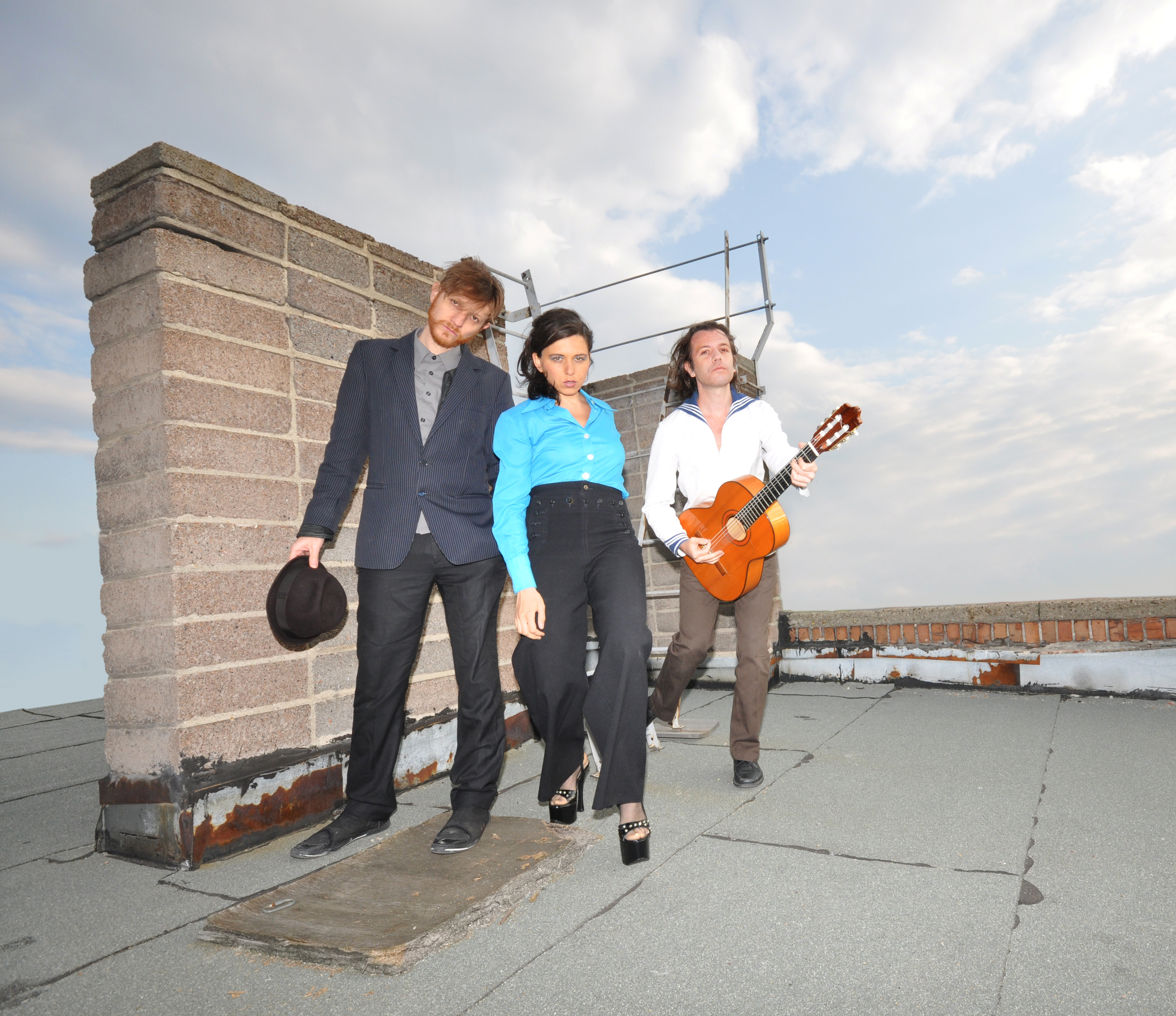
Caroline du Bled & scorbüt (2013)

Caroline du Bled & scorbüt ist ein deutsch-französisches Chanson-Trio. Bei den Auftritten der Gruppe mischen sich musikalische und theatrale Elemente: Die Künstler bezeichnen ihren Stil als Chanson-Performance. Die Gruppe ist in Berlin beheimatet.

## Besetzung
Das Arrangement besteht aus Gesang, Gitarre und Schlagwerk. Sängerin der Gruppe ist die Arte-Moderatorin Caroline du Bled. Gitarre spielt der Musiker, Theaterregisseur und Dramatiker Heiko Michels. Perkussion auf diversen Schlaginstrumenten kommt vom Brasilianer Gilson Cardoso.

## Stil
Die Musiker interpretieren französische und deutsche Chansons der 1920er bis 1970er Jahre. Ihr Augenmerk liegt auf den theatralen Besonderheiten.
Das Programm setzt sich aus Stücken von Jacques Brel, Bertolt Brecht, Edith Piaf, Zarah Leander, Serge Gainsbourg oder Hans Albers zusammen. Ein stilistisches Mittel ist das Spiel mit Ohrwürmern. Dabei wird der Wiedererkennungseffekt beim Publikum unterlaufen, sich jedoch im Gegensatz dazu ebenfalls einer expressiven Überidentifikation bedient.

## Geschichte
Die Anfänge der Gruppe reichen bis ins Jahr 2005 zurück, als das Trio in Berliner und Pariser Kneipen auftrat. Mit einem als Kombination aus Lesung und Konzert angelegten Programm „Re-Chercher Jacques Brel“ traten sie im Jahr 2007 auch in kleinen Theatern und Literaturhäusern auf. Im Jahr 2008 erschien die CD „Toutes Directiones“ mit Record-Release-Party im Ballhaus Ost in Berlin. Es folgten Auftritte im Prater der Berliner Volksbühne, auf dem Theaterfestival Avignon, im Hans-Otto-Theater Potsdam oder in der Französischen Botschaft in Berlin. Ab 2012 trat die Gruppe deutschlandweit auf verschiedenen Festivals, in Theatern und auf Konzertbühnen auf. Im Frühjahr 2014 erscheint in Zusammenarbeit mit Deutschlandradio Kultur eine Live-CD. 2016 feiert scorbüt Premiere mit einem Programm aus Rio-Reiser-Bearbeitungen "Ceci n`est pas l`EUROPE. Caroline du Bled & scorbüt machen Rio Reiser" in der Volksbühne Berlin. Das Programm "Ein Schiff wird kommen! Chansons über Liebe und Seenot" ist eine Reaktion auf die humanitäre Katastrophe im Mittelmeer, und premiert 2018 im Berliner Ballhaus Naunynstrasse. Im Zeichen des Ukraine-Krieges kuratierte scorbüt im März 2022 das SOLIDARITÄTS!KONZERT in der Berliner Zionskirche.

## Diskografie
- 2008: Toutes directions
- 2014: Live im Thalia-Theater Hamburg